# لوسيو فيلومينو
لوسيو فيلومينو (بالإسبانية: Lucio Filomeno)‏ (8 مايو 1980 ببوينس آيرس في الأرجنتين - ) هو لاعب كرة قدم أرجنتيني في مركز الهجوم. لعب مع أتليتيكو رافائيلا وإنتر ميلان ودي.سي. يونايتد ونادي أستيراس تريبوليس ونادي أودينيزي ونادي باوك ونادي بوسان أي بارك ونادي تشياباس ونادي سان لورينزو ونويفا شيكاجو وClub Atlético Acassuso ‏.

## روابط خارجية
- لوسيو فيلومينو على موقع دوري كوريا الجنوبية (الإنجليزية)
- لوسيو فيلومينو على موقع الدوري الأمريكي (الإنجليزية)
- لوسيو فيلومينو على موقع قاعدة بيانات كرة القدم.إي يو (الإنجليزية)
- لوسيو فيلومينو على موقع Soccerway.com (الإنجليزية)